# Enterobacterales
Enterobacterales (лат.) (Энтеробактерии) — большой порядок бактерий, включающий в себя такие известные патогены, как сальмонеллы, кишечная палочка, чумная палочка и т. д.
До 2016 года употреблялось название «Enterobacteriales», но этот таксон был описан с нарушением норм Международного кодекса номенклатуры прокариот в орфографии и у него отсутствовал типовой род, поэтому это название было заменено. При описании порядка изменили его классификацию, разделив семейство энтеробактерий (Enterobacteriaceae), единственное в порядке «Enterobacteriales», на 8 самостоятельных семейств.

## Описание
Представители порядка — палочки длиной 1—5 мкм. Признаки порядка: при покраске грамотрицательны; имеют каталазу, но не оксидазу; обладают дыхательным и бродильным типами метаболизма (факультативные анаэробы). Большинство редуцируют нитраты в нитриты; ферментируют большинство углеводов с образованием муравьиной кислоты и других конечных продуктов (так называемое формиатное брожение). Некоторые из них могут разлагать лактозу. Большинство имеет жгутики для передвижения. Не образуют спор.
Множество представителей порядка являются частью нормальной микрофлоры кишечника и могут быть найдены в кишечнике человека и других животных, тогда как остальные обитают в почве, воде или паразитируют на различных растениях и животных. Лучше всего изучена кишечная палочка — важнейший модельный организм, использующийся в генетике, молекулярной биологии из-за высокой изученности её генетики и биохимии.

## Классификация
На июнь 2019 года в порядок включают следующие семейства и роды:
- Семейство Budviciaceae Adeolu et al. 2016
  - Budvicia Bouvet et al. 1985 emend. Lang et al. 2013
  - Leminorella Hickman-Brenner et al. 1985
  - Pragia Aldová et al. 1988
- Семейство Enterobacteriaceae Rahn 1937 — Энтеробактерии[2]
  - Biostraticola Verbarg et al. 2008
  - Buttiauxella Ferragut et al. 1982
  - Cedecea Grimont et al. 1981
  - Citrobacter Werkman and Gillen 1932 — Цитробактеры[3]
  - Cronobacter Iversen et al. 2008 emend. Brady et al. 2013
  - Enterobacillus Patil et al. 2015
  - Enterobacter Hormaeche and Edwards 1960 emend. Brady et al. 2013 — Энтеробактеры[4]
  - Escherichia Castellani and Chalmers 1919 — Эшерихии[5]
  - Franconibacter Stephan et al. 2014
  - Gibbsiella Brady et al. 2011 emend. Kim et al. 2013
  - Izhakiella Aizenberg-Gershtein et al. 2016
  - Klebsiella Trevisan 1885 emend. Drancourt et al. 2001 — Клебсиеллы
  - Kluyvera Farmer et al. 1981 — Клюйверы[4]
  - Leclercia Tamura et al. 1987
  - Mangrovibacter Rameshkumar et al. 2010
  - Metakosakonia Alnajar and Gupta 2017
  - Plesiomonas corrig. Habs and Schubert 1962
  - Pseudescherichia Alnajar and Gupta 2017
  - Raoultella Drancourt et al. 2001
  - Saccharobacter Yaping et al. 1990
  - Salmonella Lignieres 1900 — Сальмонеллы
  - Shigella Castellani and Chalmers 1919 — Шигеллы
  - Shimwellia Priest and Barker 2010
  - Thorsellia Kämpfer et al. 2006
  - Trabulsiella McWhorter et al. 1992
  - Yokenella Kosako et al. 1985
- Семейство Erwiniaceae Adeolu et al. 2016
  - Buchnera Munson et al. 1991
  - Erwinia Winslow et al. 1920 emend. Hauben et al. 1998 — Эрвинии
  - Mixta Palmer et al. 2018
  - Pantoea Gavini et al. 1989 emend. Brady et al. 2010
  - Phaseolibacter Halpern et al. 2013
  - Tatumella Hollis et al. 1982 emend. Brady et al. 2010
  - Wigglesworthia Aksoy 1995
- Семейство Hafniaceae Adeolu et al. 2016
  - Edwardsiella Ewing and McWhorter 1965 — Эдвардсиеллы[4]
  - Hafnia Møller 1954 — Гафнии
  - Obesumbacterium Shimwell 1963
- Семейство Morganellaceae Adeolu et al. 2016
  - Arsenophonus Gherna et al. 1991
  - Cosenzaea Giammanco et al. 2011
  - Moellerella Hickman-Brenner et al. 1984
  - Morganella Fulton 1943 — Морганеллы[6]
  - Photorhabdus Boemare et al. 1993
  - Proteus Hauser 1885 — Протеи[3]
  - Providencia Ewing 1962 — Провиденции[7]
  - Xenorhabdus Thomas and Poinar 1979 emend. Thomas and Poinar 1983
- Семейство Pectobacteriaceae Adeolu et al. 2016
  - Brenneria Hauben et al. 1999 emend. Brady et al. 2015
  - Dickeya Samson et al. 2005
  - Lonsdalea Brady et al. 2012
  - Pectobacterium Waldee 1945 emend. Hauben et al. 1998
  - Sodalis Dale and Maudlin 1999
- Семейство Thorselliaceae Kämpfer et al. 2015
  - Coetzeea Kämpfer et al. 2016
- Семейство Yersiniaceae Adeolu et al. 2016
  - Chania Ee et al. 2016
  - Ewingella Grimont et al. 1984
  - Rahnella Izard et al. 1981
  - Rouxiella Le Flèche-Matéos et al. 2015
  - Samsonia Sutra et al. 2001
  - Serratia Bizio 1823 — Серрации[7]
  - Yersinia van Loghem 1944 — Иерсинии
- Роды incertae sedis
  - Phytobacter Zhang et al. 2017

Род Calymmatobacterium Aragão and Vianna 1913 (Калимматобактерии) систематики сводят в синонимы к роду Klebsiella, род Levinea Young et al. 1971 — к роду Citrobacter.